# Los Cabos Open 2023
Los Cabos Open 2023 — тенісний турнір, що проходив на кортах з твердим покриттям у місті Лос-Кабос, Мексика з 31 липня. Належав до категорії ATP 250.

## Фінальна частина

### Одиночний розряд
Стефанос Ціціпас —  Алекс де Мінор 6–3, 6–4

### Парний розряд
Сантьяго Гонсалес /  Едуар Роже-Васслен —  Ендрю Гарріс /  Домінік Кепфер 6–4, 7–5